# مونوپریکس
مونوپریکس (انگلیسی: Monoprix) شرکت خرده‌فروشی فرانسوی است، که در سال ۱۹۳۲ تأسیس شد.